# 클리노믹스
클리노믹스(Clinomics, 임상체학)은 다중체학 분야의 하나로서, 생물학과 의학의 중간 영역에서 임상정보와 유전정보를 연관하여 질병의 예측, 진단, 치료에 관련되는 바이오마커개발, 바이오마커 측정, 검형, 유전자 해독, 임상정보의 지능적 고급 생정보학 분석을 아우르는 분야이다. 다중체학분야 중에서도, 특히 진단에 집중을 하는 분야이다.